# Chandelles noires
Chandelles noires (titre original : en anglais : A Murder of Quality, « un meurtre de haute  lignée ») est le deuxième roman de l'écrivain britannique John le Carré, publié en 1962. L'histoire suit l'enquête de George Smiley, personnage récurrent des romans de l'auteur.

## Résumé
George Smiley, habile agent des services secrets britanniques, est appelé par son ancienne collègue Miss Brimley, rédactrice d'un journal, pour enquêter à propos d'une lettre de menace de mort. Dans cette lettre, une lectrice du journal, Stella Rode, confie que son mari se préparerait à l'assassiner. Or cette lectrice est rapidement assassinée et Smiley décide de démasquer le coupable. Se rendant sur le lieu du crime, dans la célèbre école Carne (une public school, c'est-à-dire un établissement privé traditionnel pour les enfants de l'aristocratie), Smiley fait la rencontre de différentes personnes de la haute société. Il observe avec distance la distinction, le snobisme, les clivages sociaux, religieux, les jeux de rôle dans cette société figée. Sont à suivre particulièrement les époux Rode, Fielding et Perkins.

## Autour du roman
John le Carré nie que Carne soit inspirée d'une école particulière : « Il y a probablement une douzaine de célèbres écoles, pour lesquelles il vous sera confidentiellement assuré que Carne est leur image retravaillée. Mais celui qui portera les yeux dans leurs salles communes en quête des D'Arcy, Fielding et Hecht cherchera en vain ». John le Carré construit ici une intrigue policière, en dehors du monde de l'espionnage, mais avec Smiley dans le rôle du détective.

## Adaptation
Le roman a été adapté par Gavin Millar pour Thames Television avec Denholm Elliott (George Smiley), Glenda Jackson (Ailsa Brimley), Joss Ackland (Terence Fielding), Billie Whitelaw (Mad Janie), David Threlfall (Stanley Rode) et le jeune Christian Bale (Tim Perkins) dans les rôles principaux. Le téléfilm (de 90 minutes) a été diffusé sur la BBC, le 13 octobre 1991.